# Charles Palmer
Charles Palmer (n. 18 august 1869, Old Warden⁠(d), Central Bedfordshire⁠(d), Anglia, Regatul Unit al Marii Britanii și Irlandei – d. 14 noiembrie 1947, Colwyn Bay⁠(d), Țara Galilor, Regatul Unit) a fost un trăgător de tir ce a reprezentat Marea Britanie la Jocurile Olimpice, medaliat olimpic. A participat la 2 ediții ale Jocurilor Olimpice (1908, 1912) în care a câștigat o medalie de aur și o medalie de argint.